# Lasiopsis manchuricus
Lasiopsis manchuricus är en skalbaggsart som beskrevs av Siuiti Murayama 1941. Lasiopsis manchuricus ingår i släktet Lasiopsis och familjen Melolonthidae. Inga underarter finns listade i Catalogue of Life.